# Congreso por la Democracia de Lesoto
El Congreso por la Democracia de Lesoto (en inglés: Lesotho Congress for Democracy o LCD) es un partido político de centroizquierda lesotense fundado en 1997 por Ntsu Mokhehle. Desde entonces hasta 2012, el partido gobernó el país obteniendo mayoría absoluta en las elecciones generales.
Finalmente, las luchas internas provocaron la división del partido en dos. Su líder y entonces primer ministro de Lesoto, Pakalitha Mosisili, fundó el Congreso Democrático, poniendo fin a la hegemonía del LCD en el país. Su actual líder es Mothetjoa Metsing, quien fue vice primer ministro del país por su coalición de gobierno con el Congreso Democrático de 2012 a 2015.

## Resultados electorales
| Año  | # de votos | % de votos | # de escaños | +/– | Posición       |
| ---- | ---------- | ---------- | ------------ | --- | -------------- |
| 1998 | 359.764    | 60.2       | 79/80        |     | En el gobierno |
| 2002 | 304.316    | 54.6       | 77/120       | 2   | En el gobierno |
| 2007 | 228.336    | 52.60      | 62/120       | 15  | En el gobierno |
| 2012 | 121.076    | 21.94      | 26/120       | 36  | Oposición      |
| 2015 | 56.467     | 9.91       | 12/120       | 14  | En el gobierno |
| 2017 | 52.052     | 8.95       | 11/120       | 1   | Oposición      |
| 2022 | 12.174     | 2.36       | 3/120        | 8   | Oposición      |